# The Best of Jethro Tull: The Anniversary Collection
The Best of Jethro Tull: The Anniversary Collection è una raccolta della band progressive rock inglese Jethro Tull, pubblicata nel 1993.

## Il disco
Il venticinquesimo anniversario della nascita dei Jethro Tull era già stato celebrato con l'uscita di 25th Anniversary Box Set e il video A New Day Yesterday, ma siccome il cofanetto a edizione limitata risultò troppo costoso, decisero di pubblicare questa raccolta per servire un pubblico più ampio. Invece di indugiare su rarità e versioni live delle canzoni, in questa collezione si è preferito fare una selezione dei pezzi migliori della band e riproporli rimasterizzati digitalmente ed in ordine cronologico.

## Tracce

### Disco 1
1. A Song For Jeffrey - 3:19
2. Beggar's Farm - 4:19
3. A Christmas Song - 3:07
4. A New Day Yesterday - 4:09
5. Bourée - 3:46
6. Nothing Is Easy - 4:23
7. Living In The Past - 3:21
8. To Cry You A Song - 6:15
9. Teacher - 4:01
10. Sweet Dream - 4:02
11. Cross-Eyed Mary - 4:09
12. Mother Goose - 3:53
13. Aqualung - 6:36
14. Locomotive Breath - 4:25
15. Life Is a Long Song - 3:19
16. Thick As A Brick (estratto) - 3:02
17. A Passion Play (estratto) - 3:47
18. Skating Away On The Thin Ice Of The New Day - 3:52
19. Bungle In The Jungle - 3:39

### Disco 2
1. Minstrel In The Gallery - 6:10
2. Too Old To Rock 'n' Roll: Too Young To Die - 5:40
3. Songs From The Wood - 4:54
4. Jack-In-The-Green - 2:30
5. The Whistler - 3:32
6. Heavy Horses - 8:57
7. Dun Ringill - 2:41
8. Fylingdale Flyer - 4:32
9. Jack-A-Lynn - 4:42
10. Pussy Willow - 3:53
11. Broadsword - 4:59
12. Under Wraps II - 2:14
13. Steel Monkey - 3:34
14. Farm On The Freeway - 6:28
15. Jump Start - 4:53
16. Kissing Willie - 3:31
17. This Is Not Love - 3:54

## Formazione

### Disco 1
- Ian Anderson - flauti, balalaica, mandolino, armonica a bocca, chitarra folk, voce (tutte le tracce)
- Mick Abrahams - chitarra (tracce 1, 2)
- Clive Bunker - batteria, percussioni, glockenspiel (tracce 1 - 14)
- Glenn Cornick - basso, armonica (tracce 1 - 10)
- Martin Barre - chitarra (tracce 4 - 19)
- John Evan - pianoforte, celesta (tracce 9, 11 - 19)
- Jeffrey Hammond - basso, voce di sottofondo (tracce 11 - 19)
- Barriemore Barlow - batteria, (tracce 15 - 19)
- David Palmer - direttore d'orchestra (tracce 3, 10, 17 - 19)

### Disco 2
- Ian Anderson - flauti, balalaica, mandolino, armonica, chitarra folk, voce (tutte le tracce)
- Jeffrey Hammond - basso, voce di sottofondo (traccia 1)
- Martin Barre - chitarra elettrica (tracce 1 - 17)
- John Evan - celesta, pianoforte (tracce 1 - 7)
- Barriemore Barlow - batteria (tracce 1 - 7)
- John Glascock - basso, voce di sottofondo (tracce 2 - 7)
- David Palmer - direttore d'orchestra (tracce 1 - 7)
- Dave Pegg - basso, mandolino, voce (tracce 8 - 17)
- Mark Craney - batteria (traccia 8)
- Gerry Conway - batteria, percussioni (tracce 9 - 11, 15)
- Peter-John Vettese - tastiere, pianoforte, sintetizzatore (tracce 9 - 12)
- Doane Perry - batteria (tracce 12, 14, 16 - 17)
- Martin Allcock - tastiere (traccia 16)
- Andy Giddings - tastiere (traccia 17)